# 南緯22度線
南緯22度線（なんい22どせん）は、地球の赤道面より南に地理緯度にして22度の角度を成す緯線。大西洋、アフリカ、インド洋、オーストララシア、太平洋、南アメリカを通過する。
この緯度の下では、夏至点時の可照時間は13時間29分であり、冬至点時の可照時間は10時間47分である。
この緯線は、ナミビアとボツワナ,ボリビアとアルゼンチンの2つの国境を定義する線となっている。

## 通過する地域一覧
南緯22度線は、本初子午線から東に向かって以下の場所を通っている。
| 地理座標                                               | 国土・領土・領海              | 備考 |
| ------------------------------------------------------ | ----------------------------- | --- |
| 南緯22度0分 東経0度0分 / 南緯22.000度 東経0.000度      | 大西洋                        | |
| 南緯22度0分 東経14度10分 / 南緯22.000度 東経14.167度   | ナミビア                      | |
| 南緯22度0分 東経20度0分 / 南緯22.000度 東経20.000度    | ナミビアと ボツワナの国境     | |
| 南緯22度0分 東経21度0分 / 南緯22.000度 東経21.000度    | ボツワナ                      | |
| 南緯22度0分 東経29度2分 / 南緯22.000度 東経29.033度    | ジンバブエ                    | |
| 南緯22度0分 東経31度44分 / 南緯22.000度 東経31.733度   | モザンビーク                  | |
| 南緯22度0分 東経35度19分 / 南緯22.000度 東経35.317度   | インド洋                      | モザンビーク海峡 |
| 南緯22度0分 東経43度16分 / 南緯22.000度 東経43.267度   | マダガスカル                  | |
| 南緯22度0分 東経48度5分 / 南緯22.000度 東経48.083度    | インド洋                      | |
| 南緯22度0分 東経113度56分 / 南緯22.000度 東経113.933度 | オーストラリア                | 西オーストラリア州 - ノースウェストケープ半島 |
| 南緯22度0分 東経114度8分 / 南緯22.000度 東経114.133度  | エクスマス湾                  | |
| 南緯22度0分 東経114度30分 / 南緯22.000度 東経114.500度 | オーストラリア                | 西オーストラリア州 ノーザンテリトリー クイーンズランド州 |
| 南緯22度0分 東経149度29分 / 南緯22.000度 東経149.483度 | 珊瑚海                        | コーラル・シー諸島（ オーストラリア）の貫通する。 |
| 南緯22度0分 東経166度1分 / 南緯22.000度 東経166.017度  | ニューカレドニア              | |
| 南緯22度0分 東経166度45分 / 南緯22.000度 東経166.750度 | 太平洋                        | マンガイア島（ クック諸島）のちょうど南を通過する。 マリア島（ フランス領ポリネシア）のちょうど北を通過する。 ムルロア環礁とファンガタウファ環礁（共に フランス領ポリネシア）の間の環礁を通過する。 |
| 南緯22度0分 西経136度12分 / 南緯22.000度 西経136.200度 | フランス領ポリネシア          | |
| 南緯22度0分 西経136度10分 / 南緯22.000度 西経136.167度 | 太平洋                        | |
| 南緯22度0分 西経70度11分 / 南緯22.000度 西経70.183度   | チリ                          | |
| 南緯22度0分 西経68度3分 / 南緯22.000度 西経68.050度    | ボリビア                      | |
| 南緯22度0分 西経66度17分 / 南緯22.000度 西経66.283度   | アルゼンチン                  | |
| 南緯22度0分 西経65度52分 / 南緯22.000度 西経65.867度   | ボリビア                      | |
| 南緯22度0分 西経63度56分 / 南緯22.000度 西経63.933度   | ボリビアと アルゼンチンの国境 | |
| 南緯22度0分 西経63度43分 / 南緯22.000度 西経63.717度   | ボリビア                      | ヤクイバ市の周りを約4kmにわたって南に迂回している。 |
| 南緯22度0分 西経63度40分 / 南緯22.000度 西経63.667度   | ボリビアと アルゼンチンの国境 | |
| 南緯22度0分 西経62度48分 / 南緯22.000度 西経62.800度   | ボリビア                      | |
| 南緯22度0分 西経62度34分 / 南緯22.000度 西経62.567度   | パラグアイ                    | |
| 南緯22度0分 西経57度58分 / 南緯22.000度 西経57.967度   | ブラジル                      | マットグロッソ・ド・スル州 サンパウロ州 ミナスジェライス州 リオデジャネイロ州 |
| 南緯22度0分 西経40度59分 / 南緯22.000度 西経40.983度   | 大西洋                        | |